# Kaple svaté Máří Magdalény (Mniší)
Kaple svaté Máří Magdalény se nachází v centru vesnice Mniší, jež je částí města Kopřivnice v okrese Nový Jičín.

## Historie a popis
Kaple je jednou ze čtyř církevních staveb na území města Kopřivnice. Počátek stavby podle plánů příborského stavitele Bedřicha Karlsedera sahá do roku 1885 a je spojen s tehdejším příborským kaplanem Antonínem Cyrilem Stojanem, její dostavbu však museli dokončit občané Mniší, protože kaplan byl o dva roky později přeložen na jiné místo. Současně s kaplí byl v listopadu 1891 vysvěcen i blízký hřbitov. V roce 1967 prošla fasáda kaple svépomocnou opravou, kterou vedl František Brož a Josef Bortel. V roce 1991, kdy se slavilo sté výročí jejího vysvěcení, dostala kaple zvon pojmenovaný právě po kaplanu Stojanovi o váze 150 kg, který byl vyroben v rodinné dílně Ditrichů z Brodku u Přerova a posvěcen biskupem Janem Graubnerem.
Jde o dvoupatrovou stavbu zakončenou věží se zvoničkou, na jejímž vrcholu je kříž. Kaple má délku 22,8 m, šířku 8,6 m a její věž dosahuje 16,9 m. V interiéru se nacházejí varhany z dílny Jana Neussera,
jež byly roku 1850 postaveny pro dřevěný kopřivnický kostel a Mniší je pro svou kapli zakoupilo po jeho zboření v roce 1896. Barokní hlavní oltář pochází z nedalekého vlčovického kostela. Na stěnách v lodi jsou umístěny obrazy  sv. Václava, sv. Cyrila a Metoděje, sv. Terezie z Lisieux a sv. Barbory, jejichž autorem je malíř Josef Vyjídalek. Obraz patronky kostela z roku 1894 namaloval akademický malíř Karel Vaněk. Od řádu sester sv. Karla Boromejského z Frýdlantu nad Ostravicí kaple získala věčné světlo.